# Розамунда Пілчер
Розамунда Пілчер, OBE (уроджена Скотт ; 22 вересня 1924 — 6 лютого 2019) — британська письменниця, авторка масштабних романів, дія яких відбувається у Корнуоллі. Її книги розійшлися тиражем понад 60 мільйонів примірників по всьому світу. На початку кар'єри друкувалася під псевдонімом Джейн Фрейзер. 2001 року здобула премію читачів Weltbild Readers' Prize від Corine Literature Prize за роман «Зимове сонцестояння».

## Особисте життя
Народилася як Розамунда Скотт 22 вересня 1924 року в Леланті, графство Корнуолл. Її батьки — Гелен (уроджена Гарві) і Чарльз Скотт, британський державний службовець. Незадовго до її народження батька відправили в Бірму, а мати залишилася в Англії. Вона навчалася у Школі Св. Клер у Пензансі та Школі Говелла в Лландаффі, перш ніж вступити до секретарського коледжу міс Керр-Сандерс. Почала писати, коли їй було сім, і опублікувала своє перше оповідання у 18 років.
З 1943 по 1946 рік Пілчер служила у Королівській жіночій військово-морській службі. 7 грудня 1946 року вона вийшла заміж за Ґрема Гоупа Пілчера, героя війни та керівника джутової промисловості, який помер у березні 2009 року. Вони переїхали до Данді, Шотландія. У них було дві доньки та двоє синів. Її син, Робін Пілчер, також романіст.
Пілчер помела 6 лютого 2019 року у віці 94 роки від інсульту.

## Письменницька кар'єра
1949 року перша книга Пілчер, любовний роман, вийшла у видавництві Mills and Boon під псевдонімом Джейн Фрейзер. Під цим псевдонімом вона опублікувала ще десять романів. 1955 року вона також почала писати роман «Розповісти секрет» під своїм справжнім іменем. До 1965 року вона відмовилася від псевдоніма і підписувала всі свої романи власним іменем.
Прорив у кар'єрі Пілчер стався 1987 року, коли вона написала сімейну сагу «Шукачі мушель», свій чотирнадцятий роман під власним іменем. У центрі уваги — літня британка Пенелопа Кілінг, яка заново переживає своє життя у спогадах, а також її стосунки з дорослими дітьми. Життя Кілінг не було надзвичайним, але воно охоплює «час величезної важливості та змін у світі». Роман описує повсякденні подробиці того, яким було життя під час Другої світової війни для декого з тих, хто мешкав у Британії. Роман «Шукачі мушель» розійшовся тиражем близько десяти мільйонів примірників і був перекладений понад сорока мовами. Його адаптували для сцени Теренс Брейді та Шарлотта Бінгем. Кажуть, що Пілчер була однією з найбільш високооплачуваних жінок у Великобританії до середини 1990-х років.
Інші її великі романи: «Вересень» (1990), «Повернення додому» (1995) і «Зимове сонцестояння» (2000). 1996 року роман «Повернення додому» здобув премію «Романтичний роман року» від Асоціації авторів романтичної літератури. Президентка асоціації у 2019 році, письменниця романів Кеті Ффорде, вважає Пілчер «новаторською, оскільки вона була першою, хто доніс сімейні саги до широкого загалу». Фелісіті Браян у  некролозі для The Guardian пише, що Пілчер підняла романтичний жанр на «загалом вищий, дотепніший рівень»; вона хвалить роботу Пілчер за її «суворість і безстрашну спостережливість» і коментує, що вона часто більше прозаїчна, ніж романтична.
Пілчер припинила писати 2000 року. Через два роки, під час Новорічних почестей 2002 року, її було призначено офіцеркою Ордена Британської імперії (OBE) за заслуги в літературі.

### Екранізації
Її книжки особливо популярні в Німеччині, оскільки національна телевізійна станція ZDF (Zweites Deutsches Fernsehen) випустила понад сотню її оповідань у вигляді телевізійних фільмів, починаючи з «Дня бурі» 1993 року. Повний список можна знайти в німецькій Вікіпедії: у статті під назвою Rosamunde Pilcher (Filmreihe). Ці телефільми є одними з найпопулярніших програм на ZDF. 2002 року Пілчер було нагороджено Британською туристичною нагородою за позитивний вплив книг і екранізацій на туризм Корнуолла. Відомі місця знімання охоплюють Прідо Плейс, особняк XVI століття поблизу Падстоу.
- 1989 року було знято екранізацію «Шукачів мушель» (реж. Варіс Хуссйн) з Анджелою Ленсбері в головній ролі[13].
- Вересень (реж. Колін Баксі, 1996), у головних ролях Жаклін Біссет, Майкл Йорк, Едвард Фокс, Дженні Егаттер та Маріель Гемінґвей
- Двосерійна екранізація фільму «Повернення додому» (реж. Джайлз Фостер), створило Йоркширське телебачення, трансляція відбулася 1998 року, в головних ролях знялися Кіра Найтлі, Емілі Мортімер, Пітер О'Тул, Джоанна Ламлі, Пенелопа Кейт, Девід МакКаллум, Пол Беттані, Патрік Райкарт і Сьюзен Гемпшир, серед інших.
- Нанчерров (реж. Саймон Ленґтон, 1999), у головних ролях Джоанна Ламлі, Патрік Макні та Зента Бергер
- Зимове сонцестояння (реж. Мартін Френд, 2003), у головних ролях Шинейд Кьюсак, Пітер Устінов, Джин Сіммонс і Джеральдіна Чаплін
- Літнє сонцестояння (реж. Джайлз Фостер, 2005), у головних ролях Жаклін Біссет, Онор Блекман і Франко Неро
- Шукачі мушель (реж. Пірс Гаґґард, 2006), у головних ролях Ванесса Редґрейв і Максиміліан Шелл
- Чотири сезони (реж. Джайлз Фостер, 2008), у головних ролях Том Конті, Сента Бергер, Майкл Йорк, Франко Неро, Джульєт Мілз і Френк Фінлей
- Відтінки кохання Розамунди Пілчер (реж. Джайлз Фостер, 2010), Чарльз Денс у головній ролі
- Інша дружина (реж. Джайлз Фостер, 2012), у головній ролі Руперт Еверетт
- Незнане серце Unknown Heart[fr] (реж. Джайлз Фостер, 2014), у головних ролях Грег Вайз, Джеймс Фокс, Джейн Сеймур і Джуліан Сендс
- Поцілунок святого Валентина (реж. Сара Гардінг, 2015), у головних ролях Руперт Ґрейвз і Джон Ганна

## Часткова бібліографія

### Романи

#### Як Джейн Фрейзер
- На півдорозі до місяця (1949)[19]
- Коричневі поля (1951)[19]
- Небезпечний зловмисник (1951)[19]
- Молодий Бар (1952)[19]
- Весняний день (1953)[19]
- Любий Том (1954)[19]
- Міст Корві (1956)[19]
- Сімейна справа (1958)[19]
- Довгий шлях від дому (1963)[19]
- The Keeper's House (1963)[19]

#### Як Розамунда Пілчер
- Розповісти секрет (1955)[19]
- Сам по собі (1965)[19]
- Сплячий тигр (1967)[19]
- Інший погляд (1969)[19]
- Кінець літа (1971)[19]
- Сніг у квітні (1972)[19]
- Порожній будинок (1973)[19]
- День грози (1975)[19]
- Під Близнюками (1977)[19]
- Дикий гірський чебрець (1979)[19]
- Карусель (1982)[20]
- Голоси влітку (1984)[21]
- Шукачі мушель (1987)[14]
- Вересень (1990)[14]
- Повернення додому (1995)[14]
- Зимове сонцестояння (2000)[14]

### Збірки оповідань
- Блакитна спальня та інші історії (1985)[22]
- Квіти під дощем: та інші історії (1991)[23]
- Ключ (1996)[24]
- Місце як дім (2021)[25]

### Нон-фікшн
- Світ Розамунди Пілчер (1996) (автобіографія)
- Різдво з Розамундою Пілчер (1997)